# Шулявський шляхопровід
Шулявський шляхопровід — шляхопровід у Києві на перетині малої окружної дороги (вулиць Олександра Довженка та Вадима Гетьмана) і вилітної магістралі (Берестейський проспект). Назва походить від місцевості, поблизу якої шляхопровід розташований, — Шулявки.

## Характеристики
Довжина шестисмугового шляхопроводу становить 410 м., а основного металевого прольоту 158 м. Лівоповоротні з’їзди мають довжину 293 м. й 2 смуги руху, правоповоротні довжиною 561 м. — також із 2 смугами руху. На розв’язці присутня велодоріжка шириною 2 м. і загальною довжиною 985 м.

## Історія

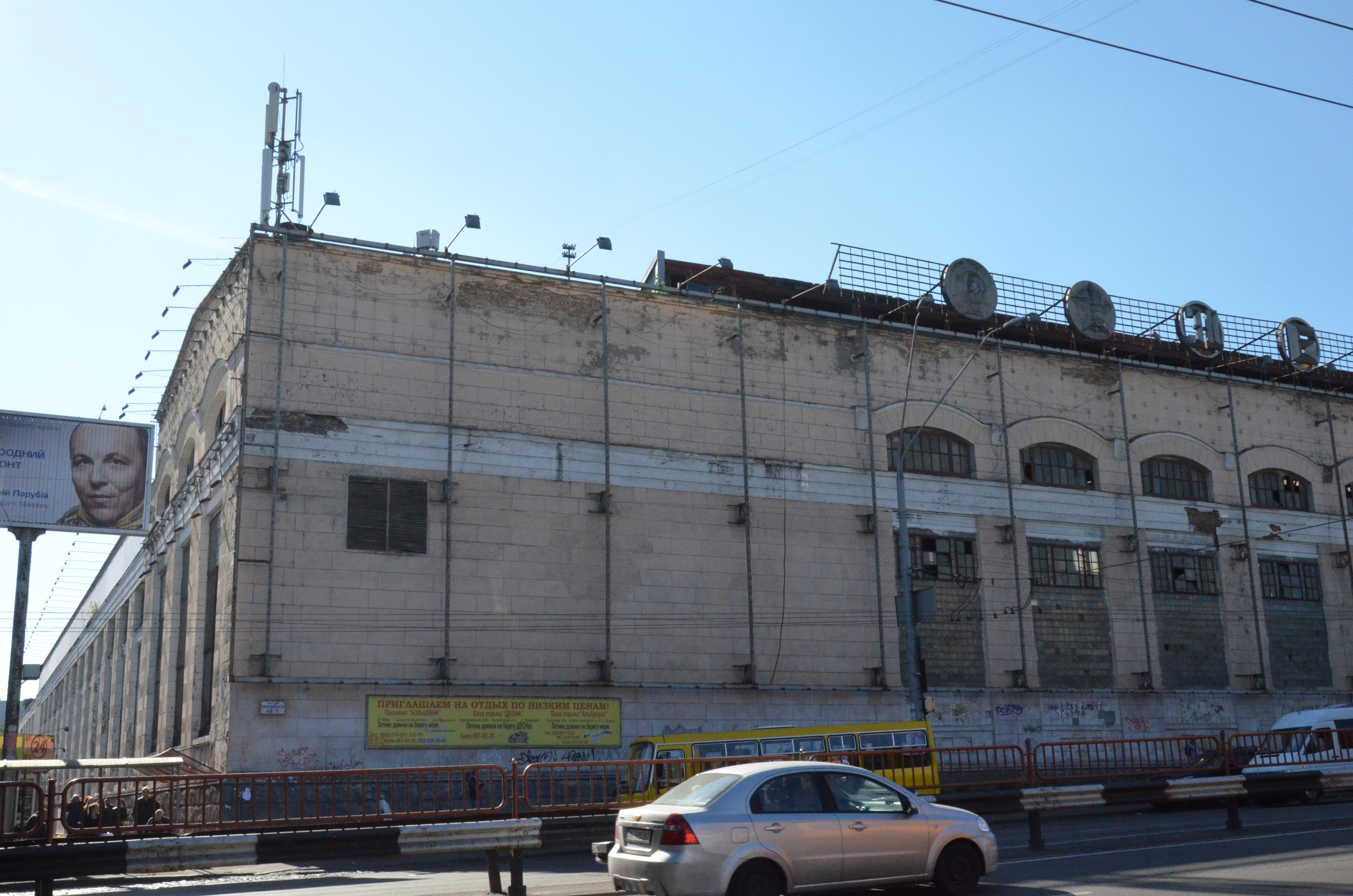
Будівля заводу «ПКМЗ», яка за проєктом інституту «Київдормістпроекту» підлягає знесенню

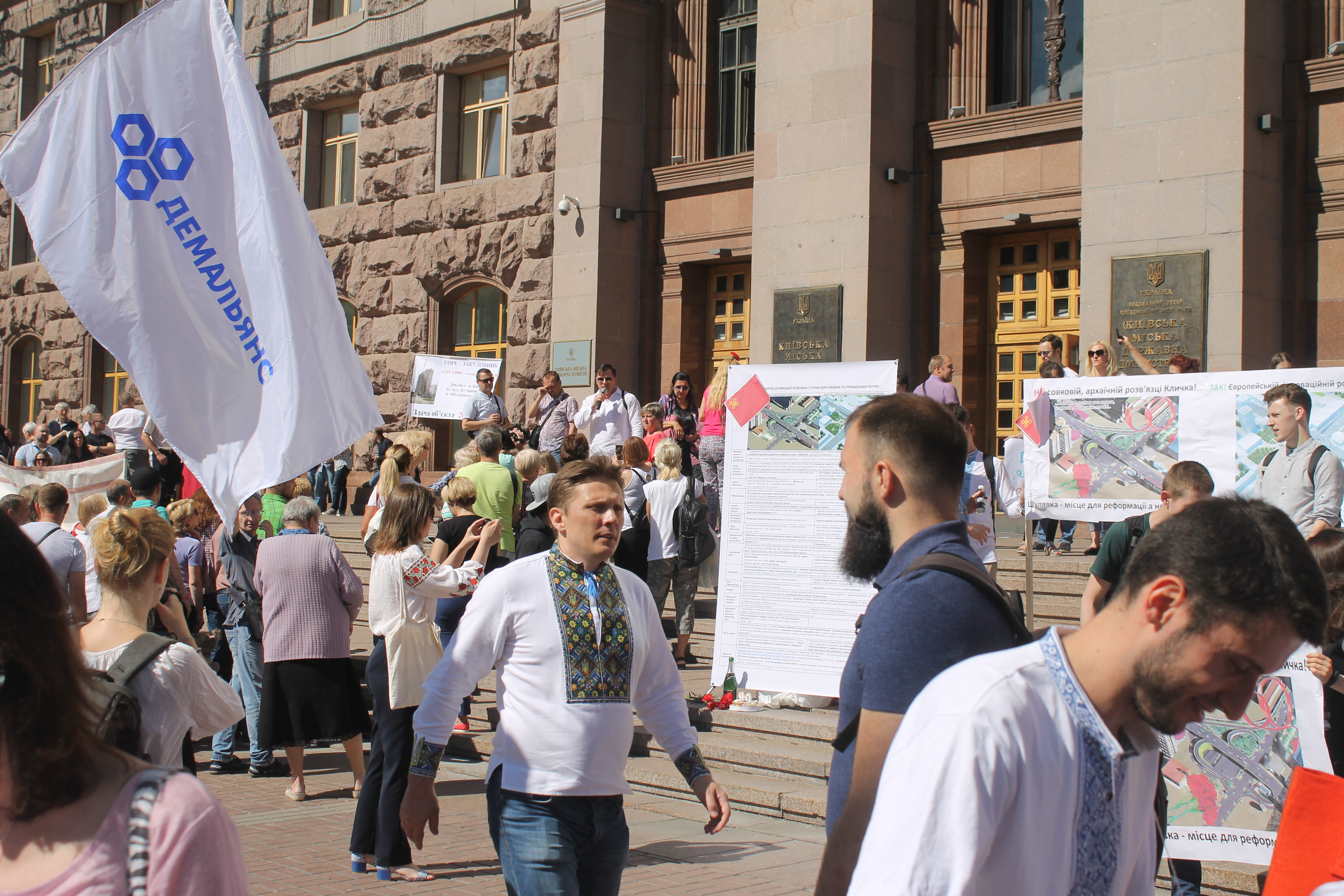
Мітинг біля КМДА на підтримку будівництва інновативної трирівневої розв'язки на Шулявці та автор проєкту — Віктор Петрук

Проєкт Шулявського шляхопроводу створили архітектор О. В. Ілляшенко, інженери В. С. Коваль, В. А. Кваша та ін..
Рух мостом відкрито 27 травня 1964 року.
На початку 1980-х років шляхопровід було реконструйовано, добудовано заїзди на естакаду з Берестейського проспекту.
24 вересня 2006 року на торговельному майданчику, розташованому під мостом, виникла пожежа. Унаслідок лиха вигоріли одяг і взуття на площі 500 квадратних метрів, також було значно пошкоджено опори шляхопроводу.
23 квітня 2007 року на речовому ринку, який знаходився під мостом, знову почалась пожежа. Внаслідок цього шляхопровід було суттєво пошкоджено, він втратив до 30 % несучої здатності.
27 лютого 2017 року стався частковий обвал конструкцій мосту.
Реконструкція шляхопроводу розпочалася у березні 2019 року з демонтажу старих бетонних конструкцій основного прогону. Роботи тривали кілька тижнів. У результаті реконструкції старі бетонні конструкції були замінені на сучасні цільнометалеві. Шляхопровід було розширено на дві смуги автомобільного руху, а також збільшено його висоту.
27 грудня 2019 року були проведені динамічні випробування прогонових будов Шулявського шляхопроводу, а 28 грудня 2019 року відбулося урочисте відкриття руху новозбудованим шляхопроводом.

## Можливі зловживання повязані з реконструкцією шляхопроводу в 2019 році
У травні 2017 року містобудівна рада рекомендувала реконструювати розв'язку за проєктом інституту «Київдормістпроект». Натомість активна громадськість Києва виступила на підтримку альтернативного проєкту В.Петрука зі спорудженням трирівневої розв'язки із реверсним кільцем, переваги якої — більша пропускна спроможність, а також збереження будівлі п'ятого цеху заводу «ПКМЗ», який за проєктом «Київдормістпроекту» підлягає знесенню. 22 травня 2017 року на сайті Київради з'явилась петиція на підтримку проєкту В.Петрука, вона набрала необхідну підтримку і поставлена на реалізацію.
На нараді 24 листопада 2017 під головування заступника голови КМДА Г. В. Пліса було вирішено розглянути три проєкти розв'язки та надати матеріали проєктних рішень ТЕО шулявської розв'язки до Департаменту містобудування і архітектури (ДМА). Відповідні матеріали були направлені до ДМА 28 листопада 2017 року, проте 9 лютого 2018 ДМА відмовився їх розглядати. 8 травня 2018 на сайті Київради була зареєстрована нова петиція із вимогою проведення конкурсу на кращий проєкт із залученням експертів з Європейських країн, а 17 травня під Київрадою — мітинг на підтримку цього проєкту. Попри набрання цією петицією необхідної кількості голосів, в КМДА ухвалили рішення думку киян проігнорувати і споруджувати розв'язку за проєктом інституту «Київдормістпроект» без проведення конкурсу.
За даними розслідування проєкту «Схеми», проєкт реконструкції Шулявського проєкту має корупційну складову — у тендері на проведення реконструкцію брали участь дві пов'язані між собою фірми, й обидві пов'язані з народним депутатом Максимом Микитасем, який водночас є товаришем мера Києва Віталія Кличка. У листопаді 2019 НАБУ відкрив справу проти В.Кличка за підозрою у можливому зловживанні владою та розкраданні коштів при реконструкції Шулявського мосту
Предметом уваги громадськості є також вартість реконструкції. Так, в 2007 році після пожежі в КМДА оцінювали вартість в 5 млн грн ,  у 2012 році - 150  млн грн , у червні 2017 року  - 400 млн, остання цифра фігурувала при виборі проєкту реконструкції . Проте в розпорядженні КМДА від 5 липня  2018 року № 1148  фігурує вдвічі більша цифра - 830 млн грн , 7 жовтня 2019 кошторис було збільшено до 1,05 млрд. грн , але і ця цифра не є остаточною. Так, за даними "Економічної правди" від 10 лютого 2019 вартість може зрости до 1,726 млрд грн., крім того, значну суму грошей планується витратити на викуп п’ятого цеху ПКМЗ, вартість якого ФДМ оцінює в 700 млн грн. У липні 2021 року проєктну вартість реконструкції шляхопроводу вчергове збільшено  — до 1,998 млрд гривень.